# Austin Mahone
Austin Mahone (sinh 4 tháng 4 năm 1996) là một ca sĩ kiêm nghệ sĩ sáng tác nhạc pop người Mỹ. Gần đây Austin đã ký hợp đồng với Young Money Entertainment, Cash Money Records và Republic Records.

## Tuổi thơ
Mahone được sinh ra tại San Antonio, Texas ngày 4 tháng 4 năm 1996. Cha của cậu mất khi cậu mới được một tuổi rưỡi, từ đó cậu được nuôi dưỡng bởi bà mẹ đơn thân của mình, Michelle.. Cậu theo học tại Lady Bird Johnson High School, một trường Trung học được lấy tên một Cựu Đệ Nhất Phu Nhân của Mỹ.

## Sự nghiệp
Mahone bắt đầu đăng tải video lên YouTube cùng người bạn Alex Constancio từ tháng 6 năm 2010, trước khi cậu đăng các video âm nhạc từ tháng 1 năm 2011.